# Maison de Mozart
Pour la maison natale du compositeur, voir Mozarts Geburtshaus
La maison de Mozart (Haus für Mozart) est une salle d’opéra située à Salzbourg, conçue par Clemens Holzmeister et inaugurée en 1925. Elle accueille chaque année le festival de Salzbourg, et portait jusqu’en juillet 2006 le nom de petit palais des festivals (Kleines Festspielhaus). 

## Histoire

### Construction
Dès avant la création du festival de Salzbourg, Max Reinhardt avait envisagé de faire construire près du château de Hellbrunn, près de Salzbourg, une salle de spectacles pouvant accueillir jusqu'à quatre mille personnes ; la très mauvaise situation économique du pays le conduira à renoncer à son projet.
D'anciennes écuries construites à l’époque baroque, au pied du Mönschberg, par Johann Bernhard Fischer von Erlach sont choisies pour accueillir la nouvelle salle, et l'architecte Clemens Holzmeister est désigné pour mener à bien l'aménagement. L'opéra d'État de Vienne sert de modèle à cette salle dont l'auditorium, qui sera réduit par la suite, fait alors cinquante-cinq mètres de long. Une fresque d'Anton Faistauer décore le foyer.
Le festival de Salzbourg s'y installe en 1925, avec une représentation de Das Salzburger große Welttheater d'Hofmannsthal ; le bâtiment était encore très provisoire, et à partir de 1926 et jusque dans les années 1930, Holzmeister devra plusieurs fois remettre le Festspielhaus en chantier.

### Rénovation des années 1930
En 1936–1937, la salle est tournée de 180 degrés. Le bâtiment dut être agrandi pour accueillir la nouvelle scène, ce que entraina la destruction de la maison natale du gouverneur du Land, Franz Rehrl.
En 1939, l'architecte et décorateur nazi Benno von Arendt fit de nouveaux travaux, et remplaça notamment le revêtement en bois du plafond par du plâtre doré.

### Rénovation des années 1960
En 1956 commence la construction d'un nouveau palais des festivals, inauguré en 1960. En 1962–1963, l'ancien palais des festivals (Altes Festspielhaus) – ou, comme on l'appellera désormais, le petit palais des festivals (Kleines Festspielhaus) – est de nouveau rénové par les architectes Hans Hofmann and Erich Engels.
La capacité de la salle s'établit à mille trois cent vingt-quatre places assises et soixante places debout. Le bâtiment rouvre le 29 juillet 1963.

### Rénovation des années 2000
Le petit palais est fermé le 31 août 2004 pour deux années de travaux, réalisés par les architectes Wilhelm Holzbauer et Hermann Valentiny : 
« Depuis de nombreuses années, le festival de Salzbourg a le projet de créer une « maison de Mozart », qui fasse à tous égards justice aux œuvres scéniques du compositeur, avec une acoustique optimale et la meilleure visibilité depuis toutes les places. On doit y entendre chaque nuance de pianissimo, même la plus légère, et les spectateurs doivent voir les interprètes et suivre leurs expressions. La nécessaire intimité de la salle doit être compensée par un nombre suffisant de places, car la musique de Mozart a beaucoup d'amis… »
Les travaux durent deux ans, pour un coût de 29 millions d’euros, dont 8,7 à la charge du festival et le reste financé par des fonds privés. La salle est raccourcie, élargie et abaissée, afin de rapprocher les spectateurs de la scène, et deux niveaux de petits balcons sont installés de chaque côté. La capacité est portée à mille cinq cent soixante-et-onze, soit deux cent cinquante de plus que précédemment. Le foyer Faistauer est entièrement rénové, et ouvert sur la ville grâce à de nouvelles ouvertures sur la façade.
L’acoustique est retravaillée par l’ingénieur-acousticien munichois Karlheinz Müller. Selon le critique Renaud Machart, « le son "ronfle" un peu dans les nuances fortes, mais les pianissimos sont bien portés. Les instruments anciens devraient y bien sonner. »
Le bâtiment rouvre le 26 juillet 2006 avec une représentation des Noces de Figaro dirigée par Nikolaus Harnoncourt, et prend alors le nom de « maison de Mozart » (Haus für Mozart). Depuis 2017, aucune représentation d'un opéra de Mozart n'a eu lieu dans cette salle, contrairement aux intentions affichées lors de sa construction.

## Appellations
- De 1926 à 1960 : Palais des festivals (Festspielhaus)
- Vers 1960 : Ancien palais des festivals (Altes Festspielhaus)
- De 1960 à 2006 : Petit palais des festivals (Kleines Festspielhaus)
- À partir de 2006 : Maison de Mozart (Haus für Mozart)

## Ressources